# Národní třída (metropolitana di Praga)
Národní třída è una stazione della linea B della metropolitana di Praga.

## Storia
La stazione è stata attivata il 2 novembre 1985, come parte del tratto inaugurale della linea B tra Sokolovská e Smíchovské nádraží.

## Strutture e impianti
La stazione è sotterranea ed è dotata di due binari, serviti da una banchina centrale.

## Servizi
La stazione è dotata di ascensori per le persone a mobilità ridotta.
- Biglietteria
- Servizi igienici

## Interscambi
- Fermata tram (linee 2, 5, 9, 18, 22, 23 e 39)[2]